# Hipoplazja móżdżku
Hipoplazja móżdżku (ang. cerebellar hypoplasia) – zaburzenie rozwojowe polegające na niepełnym wykształceniu móżdżku. Może dotyczyć tylko robaka móżdżku (najczęściej), tylko półkul, tylko jednej półkuli lub całości móżdżku. Wada ta występuje sporadycznie, ale może też być dziedziczna. Hipoplazję móżdżku mogą wywołać zakażenia w okresie prenatalnym (zwłaszcza cytomegalowirusowe), ekspozycja na teratogeny, aberracje chromosomalne, schorzenia metaboliczne, choroby genetyczne. Do objawów u dzieci zalicza się opóźnienie rozwoju, hipotonię, ataksję, upośledzenie umysłowe oraz oczopląs. U osób starszych do objawów należą również bóle i zawroty głowy, zaburzenia równowagi oraz upośledzenie słuchu. Hipoplazja móżdżku może należeć do obrazu klinicznego zespołów wad wrodzonych, np. zespołu Dandy’ego-Walkera lub zespołu Walkera-Warburg.

## Patogeneza
Móżdżek zawiązuje się około 22–44 dnia od zapłodnienia, w grzbietowej części tyłomózgowia wtórnego, ze zrośnięcia się w linii pośrodkowej blaszek skrzydłowych. Z blaszek tych tworzy się płyta móżdżkowa, wcięta w części centralnej i rozszerzająca się na boki w dwa skrzydła. Następnie skrzydła móżdżku grubieją, a przyśrodkowo przekształcają się w wały móżdżku, wpuklające się do komory czwartej i na zewnątrz. W 3 miesiącu wały ulegają połączeniu w pojedynczy, biegnący poprzecznie wał móżdżku, z którego części bocznych tworzą się zawiązki półkul móżdżku, a z części środkowej – zawiązek robaka. Pierwszym płatem móżdżku jest płat grudkowo-kłaczkowy. 
Zaburzenia rozwoju móżdżku zachodzące w tym okresie powodują niedorozwój (hipoplazję) robaka, półkul móżdżku (jednej lub obu) bądź całego móżdżku. Zaburzenia rozwoju na wcześniejszym etapie mogą doprowadzić do całkowitego braku móżdżku (agenezja móżdżku, aplazja móżdżku), całkowitego braku jednej półkuli móżdżku lub robaka (agenezja robaka móżdżku). Zaburzenia w okresie późniejszym, kształtowania się szczelin i płacików móżdżku, objawiają się jako różnorodne malformacje (dysplazje).
Odmienną patologią jest atrofia móżdżku, w której prawidłowo rozwinięty móżdżek ulega zanikowi wskutek procesu neurodegeneracyjnego lub urazu. Zróżnicowanie hipotrofii i atrofii może być trudne w przypadku, gdy zmiany neurodegeneracyjne mają początek we wczesnym dzieciństwie.

## Podział
Wyróżnia się następujące typy hipoplazji móżdżku:
- całkowita (globalna) hipoplazja móżdżku
  - typ z niedoborem komórek ziarnistych (granuloprival type)
  - typ z niedoborem wszystkich komórek móżdżkowych
  - typ skojarzony z agenezją śródmózgowia i tyłomózgowia wtórnego
- hipoplazja półkul móżdżku bez zmian w robaku móżdżku
- hipoplazja jednej półkuli móżdżku (jednostronna hipoplazja móżdżku)
- hipoplazja robaka (ang. vermian hypoplasia)

Hipoplazja mostowo-móżdżkowa z reguły traktowana jest jako odrębna jednostka nozologiczna i opisywana osobno.

## Etiologia
Hipoplazja móżdżku może być wadą izolowaną lub należeć do obrazu zespołów wad wrodzonych. Zarówno izolowana i zespołowa hipoplazja może być uwarunkowana genetycznie. Zdecydowana większość tych chorób dziedziczona jest w sposób autosomalny recesywny.
- izolowana hipoplazja móżdżku
  - hipoplazja móżdżku związana z mutacjami genu VLDLR (zespół Unertana, OMIM#224050)[3]
  - hipoplazja móżdżku (OMIM%213000)
  - hipoplazja móżdżku związana z mutacjami genu oligofreniny[4]

- zespołowa hipoplazja móżdżku
  - zespół Høyeraala-Hreiðarssona (OMIM#300240)
  - związane z chromosomem X upośledzenie umysłowe, z hipoplazją móżdżku i charakterystycznym wyglądem twarzy (OMIM#300486)
  - hipoplazja móżdżku z upośledzeniem umysłowym z lub bez czterokończynowym poruszaniem się  (OMIM%610185)
  - opóźnienie umysłowe i mikrocefalia z hipoplazją mostu i móżdżku (OMIM#300749)
  - zespół Smitha-Lemliego-Opitza (OMIM#270400)
  - Zespół Möbiusa (OMIM%157900)
  - zespół Jaekena (OMIM#212065)
  - zespół PEHO (OMIM%260565)
  - zespół Revesza (OMIM#268130)
  - zespół Romana-Robertsa (OMIM#257320)
  - zespół Wildervancka (OMIM314600)[5]

## Rozpoznanie
Nowe techniki obrazowania umożliwiają bardzo wczesne prawidłowe rozpoznanie tych wad; obecnie MRI pozwala na wykrycie hipoplazji struktur tyłomózgowia w okresie prenatalnym. Korelacja między znaleziskami w badaniu obrazowym a objawami klinicznymi jest zazwyczaj niewielka. 

## Leczenie
W przypadku hipoplazji nie ma standardowego sposobu leczenia. Stosuje się leczenie objawowe oraz wspomagające. Rehabilitacja ruchowa może pomóc cierpiącym na zaburzenia równowagi.

## Rokowanie
Hipoplazja móżdżku może mieć charakter postępujący. Niektóre odmiany hipoplazji móżdżku wywołane wrodzonymi wadami mózgu nie postępują.